# David Labrava

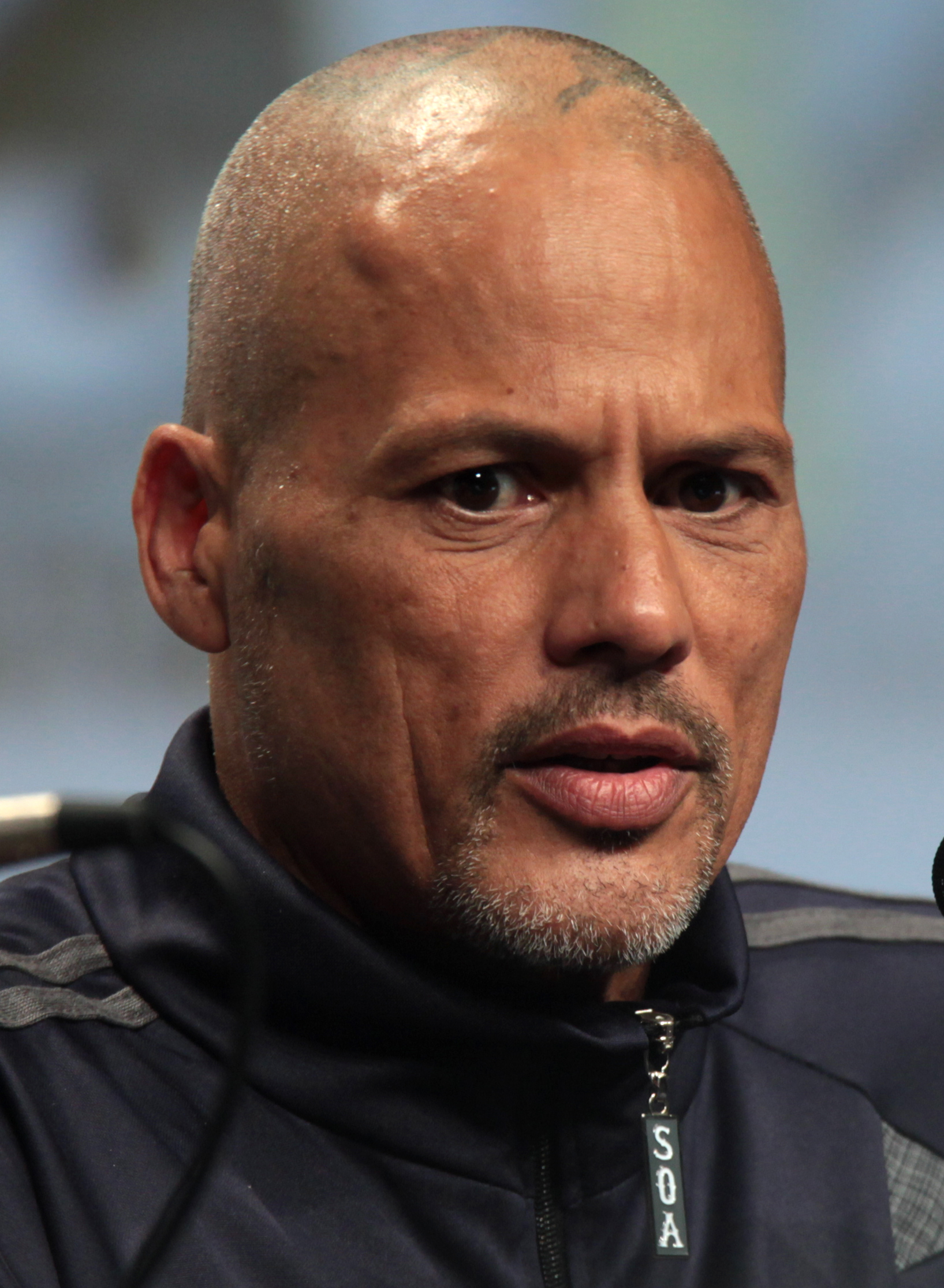
David Labrava (2014)

David Labrava (* 19. Oktober 1962 in Miami, Florida) ist ein US-amerikanischer Schauspieler und Drehbuchautor. Er arbeitet zudem als Tätowierer. Er wurde vor allem als Schauspieler in der Serie Sons of Anarchy bekannt, wo er die Figur des Happy spielt. Labrava war Mitglied der Hells Angels.

## Leben
Beruflich ist David Labrava seit dem Ende seiner Schulzeit Tätowierer und besitzt einen eigenen Tattoo-Shop in Oakland. Er ist außerdem eingetragener Mechaniker für Harley-Davidson-Motorräder. 2008 wurde er als technischer Berater für die Fernsehserie Sons of Anarchy verpflichtet, die von FX Network ausgestrahlt wird. Ihm wurde daraufhin die Rolle des „Happy“, eines Mitglieds des Nomads-Chapters und später des Gründungschapters der Sons Of Anarchy angeboten, welche er in allen sieben Staffeln ausfüllte, sowie in allen 5 Staffeln der Nachfolgeserie Mayans M.C. Zudem ist er auch als Drehbuchautor an der Serie beteiligt.
David Labrava war außerdem Mitglied der Hells Angels in Kalifornien. 2008 wurde er in Missoula County, Montana wegen Drogenbesitzes festgenommen.